# Río Parismina
El río Parismina es un río perteneciente a la vertiente del mar Caribe de Costa Rica. Localizado en la provincia de Limón, es navegable por 21 km desde su confluencia con el río Reventazón hasta su desembocadura en la Boca del Parismina.
El Parismina nace en el volcán Turrialba. Su confluencia con el Reventazón constituye la tercera cuenca fluvial de Costa Rica por su gran extensión (2 950 km²). La cuenca del Reventazón-Parismina posee tres tipos principales de suelos: ultisol en la parte alta y media, inceptisol en la mayor parte de la parte baja, y entisol cerca de la desembocadura en el mar Caribe.
La playa ubicada en la desembocadura del río Parismina posee una gran importancia ecológica, ya que en ella anidan siete especies de tortugas marinas del Atlántico. En la Boca del Parismina desovan especialmente tortugas verde (Chelonia mydas), baula (Dermochelys coriacea) y carey (Eretmochelys imbricata).
Esta zona destaca por su atractivo turístico, tanto por la posibilidad de observar el proceso de desove de las tortugas como por la riqueza natural de su ecosistema.